# Kinseylan Gutter
Der Kinseylan Gutter ist ein Zufluss des Melville Hall River im Zentrum von Dominica im Parish Saint Andrew.

## Geographie
Der Kinseylan Gutter entspringt an einem nördlichen Ausläufer des Mang Peak auf ca. 430 m über dem Meer und fließt genau nach Norden. Bei Twelve Posts mündet er von rechts und Süden in den Melville Hall River.